# Liste der Baudenkmäler in Steinbach am Wald
Auf dieser Seite sind die Baudenkmäler in der oberfränkischen Gemeinde Steinbach am Wald zusammengestellt. Diese Tabelle ist eine Teilliste der Liste der Baudenkmäler in Bayern. Grundlage ist die Bayerische Denkmalliste, die auf Basis des Bayerischen Denkmalschutzgesetzes vom 1. Oktober 1973 erstmals erstellt wurde und seither durch das Bayerische Landesamt für Denkmalpflege geführt wird. Die folgenden Angaben ersetzen nicht die rechtsverbindliche Auskunft der Denkmalschutzbehörde.

Diese Liste gibt den Fortschreibungsstand vom 11. September 2024 wieder und enthält 30 Baudenkmäler.

## Baudenkmäler nach Gemeindeteilen

### Steinbach am Wald
| Lage                                                                                      | Objekt                                                          | Beschreibung | Akten-Nr.                        | Bild                                                            |
| ----------------------------------------------------------------------------------------- | --------------------------------------------------------------- | --- | -------------------------------- | --------------------------------------------------------------- |
| Dorfstraße 3 (Standort)                                                                   | Wohnstallhaus                                                   | Erdgeschossiger, verschieferter Blockbau mit Satteldach, 18. Jahrhundert | D-4-76-175-1 Wikidata            | BW                                                              |
| Kronacher Straße 2 (Standort)                                                             | Katholische Filialkirche St. Johannes Baptista                  | Chorturmkirche mit Satteldach und spitzbehelmtem Turm im Kern um 1500, Erneuerungen und Umbauten 16. bis 18. Jahrhundert; mit Ausstattung | D-4-76-175-3 Wikidata            | weitere Bilder                                                  |
| Kronacher Straße 2 (Standort)                                                             | Katholische Filialkirche St. Johannes Baptista, Wehranlage      | Bruchsteinmauer mit verschiefertem Satteldach, um 1707/08 | D-4-76-175-3 zugehörig Wikidata  | weitere Bilder                                                  |
| Kronacher Straße 3 (Standort)                                                             | Antikhotel Steinbacher Hof, ehemaliger Gasthof Fränkischer Wald | Wohnteil eines ehemaligen Wohnstallhauses, zweigeschossiger Blockbau mit Satteldach, verschiefert, 18. Jahrhundert | D-4-76-175-2 Wikidata            | Antikhotel Steinbacher Hof, ehemaliger Gasthof Fränkischer Wald |
| Ludwigsstädter Straße 29 (Standort)                                                       | Fabrikanten-Villa Wiegand-Glas, Wohn- und Remisenhaus           | Zweigeschossiger Mansardwalmdachbau, 1922 | D-4-76-175-24 Wikidata           | BW                                                              |
| Ludwigsstädter Straße 31 (Standort)                                                       | Fabrikanten-Villa Wiegand-Glas                                  | Erdgeschossiger Mansardwalmdachbau, Risalit mit Säulenvorhalle, 1922 | D-4-76-175-24 zugehörig Wikidata | Fabrikanten-Villa Wiegand-Glas                                  |
| Ludwigsstädter Straße 29/31 (Standort)                                                    | Fabrikanten-Villa Wiegand-Glas, Nebengebäude                    | Massiver, erdgeschossiger Walmdachbau, 1922 | D-4-76-175-24 zugehörig Wikidata | BW                                                              |
| Otto-Wiegand-Straße 7 (Standort)                                                          | Bahnhof, ehemaliges Empfangsgebäude der Frankenwaldbahn         | Dreigeschossiger Satteldachbau mit Werksteingliederungen und Polygonalmauerwerk aus Grauwacke im Erdgeschoss, um 1890/1900 | D-4-76-175-22 Wikidata           | weitere Bilder                                                  |
| Otto-Wiegand-Straße 7 (Standort)                                                          | Bahnhof, Nebengebäude                                           | Grauwacke mit Sandsteingliederungen und flachem Walmdach | D-4-76-175-22 zugehörig Wikidata | weitere Bilder                                                  |
| Otto-Wiegand-Straße 7 (Standort)                                                          | Bahnhof, Nebengebäude                                           | Grauwacke mit Sandsteingliederungen und flachem Walmdach | D-4-76-175-22 zugehörig Wikidata | weitere Bilder                                                  |
| Otto-Wiegand-Straße 7 (Standort)                                                          | Bahnhof, drei Unterführungseinhausungen                         | Erdgeschossige Walmdachbauten, 1930er Jahre | D-4-76-175-22 zugehörig Wikidata | weitere Bilder                                                  |
| Rennsteigstraße 6 (Standort)                                                              | Pension, Nebengebäude                                           | Erdgeschossiger Satteldachbau mit Kniestock, Ziegel und Fachwerk | D-4-76-175-20 zugehörig Wikidata | BW                                                              |
| Rennsteigstraße 7 (Standort)                                                              | Pension, sogenannte Villa Borowansky                            | Satteldachbau mit Zwerchhausrisalit, Fachwerkobergeschoss und Kniestock, 1903 | D-4-76-175-20 Wikidata           | Pension, sogenannte Villa Borowansky                            |
| Wehrkirchstraße 3 (Standort)                                                              | Wohnstallhaus                                                   | Wohnteil erdgeschossiger, verschieferter Blockbau mit Satteldach, 18. Jahrhundert | D-4-76-175-4 Wikidata            | weitere Bilder                                                  |
| An einem Feldweg, etwa 1 km südlich des Ortes (Standort)                                  | Bildstock                                                       | Sandstein, 18. Jahrhundert Der konkav-konvex geformte Sockel dieses aus der ersten Hälfte des 19. Jahrhunderts stammenden Bildstocks trägt an der Ostseite die Inschrift „Vermächtnis der Verstorbenen Frau Maria Vetter Köberlein von Steinbach 1829“, an der Westseite ist eine Metalltafel mit der Inschrift „Instandgesetzt und wieder aufgestellt von Fritz Kauschke Steinbach am Wald 1964“ angebracht. Der Pfeilerschaft ist unterteilt; die unteren kleinen Felder sind mit reliefierten Rosetten verziert, die großen Felder darüber sind mit Rankenwerk geschmückt. Der vierseitige Aufsatz trägt als Bekrönung eine nachträglich angebrachte Steinkugel. Die Reliefs unter den eingezogenen Rundbogen zeigen die Vierzehn Nothelfer mit dem Jesuskind, die Muttergottes, den Heiligen Antonius Eremita und Johannes den Täufer.:88–89 | D-4-76-175-5 Wikidata            | Bildstock                                                       |
| Frankenwaldbahn, bei Bahn-Kilometer 38,925 (neu 38,935) (Standort)                        | Bahnbrücke                                                      | Eisenbahnüberführung mit parabelförmigen Brückenbogen, 1903 | D-4-76-175-26 Wikidata           | Bahnbrücke                                                      |
| Frankenwaldbahn, bei Bahn-Kilometer 39,195 (Standort)                                     | Bahnbrücke                                                      | Eisenbahnüberführung über den Dammbach mit parabelförmigen Brückenbogen, 1885 | D-4-76-175-27 Wikidata           | Bahnbrücke                                                      |
| Frankenwaldbahn, bei Bahn-Kilometer 39,740 (Standort)                                     | Bahnbrücke                                                      | Eisenbahnüberführung mit parabelförmigem Brückenbogen über den Dammbach, 1885 | D-4-76-175-28 Wikidata           | Bahnbrücke                                                      |
| Bahnstrecke 5010 (Hochstadt-Marktzeuln–Probstzella), bei Bahn-Kilometer 40,588 (Standort) | Wasserdurchlass                                                 | Etwa 10 m langer, niedriger, gemauerter Durchgang mit geradem oberen Abschluss, zwischen 1863 und 1885 | D-4-76-175-29                    | Wasserdurchlass                                                 |

### Buchbach
| Lage                           | Objekt                                 | Beschreibung                                                                   | Akten-Nr.              | Bild           |
| ------------------------------ | -------------------------------------- | ------------------------------------------------------------------------------ | ---------------------- | -------------- |
| Laurentiusstraße 11 (Standort) | Katholische Pfarrkirche St. Laurentius | Ausstattung der Vorgängerkirche, 18. Jahrhundert, in Kirchenneubau von 1970/71 | D-4-76-175-21 Wikidata | weitere Bilder |

### Hirschfeld
| Lage | Objekt                                     | Beschreibung | Akten-Nr.                       | Bild           |
| --- | ------------------------------------------ | --- | ------------------------------- | -------------- |
| Am Anger 15 (Standort) | Gasthaus                                   | Zweigeschossiger Wohnstallbau mit Satteldach, verschiefert, bezeichnet „1876“ | D-4-76-175-19 Wikidata          | Gasthaus       |
| Vor Am Anger 15 (Standort) | Bildstock                                  | Sandstein, Pfeiler mit ionischem Kapitell, vierseitiger Aufsatz mit Bildfeldern, Bogengiebeln und zweifachem Metallkreuz, bezeichnet „1736“ Der konkav-konvexe Sockel dieses Flurdenkmals zeigt an Ost- und Westseite jeweils das Hauszeichen der Hirschfelder Familie Förtsch. Der unterteilte Pfeilerschaft ist mit reliefiertem Rankenwerk verziert und trägt die Inschrift „Hannß Geörg Neubauer von Hersfeld 1736“. Unterhalb des ionischen Kapitells sind Inschriften eingemeißelt, die mit den Reliefs an den vier Seiten des Aufsatzes korrelieren: Die Krönung Mariens an der Ostseite – „Gott allein die Ehre“, ein Vesperbild an der Nordseite – „H. Maria“, der heilige Georg im Westen – „S. Georgius“ und eine Kreuzigungsgruppe im Süden – „H. ß. C. U. D. E. R. U. A. a. n.“. Der Aufsatz wird von eingezogenen Rundbogen geschlossen und trägt als Bekrönung eine Steinkugel und ein eisernes Doppelbalkenkreuz.:44                                                                                                 | D-4-76-175-7 Wikidata           | Bildstock      |
| Vor Himmelreich 5 (Standort) | Bildstock                                  | Sandstein, verjüngter Pfeiler und vierseitiger Aufsatz mit Bildnischen, Bogengiebeln und bekrönender Kugel, 1773 Der konkav-konvex profilierte Sockel dieses Bildstocks trägt die Inschrift „Zur Ehr Gottes hat hans Georg Neubauer dies bild setzen lassen, 1733“, der gefelderte und unterteilte Pfeilerschaft ist mit Bandelwerk verziert. Der von eingezogenen Rundbogen geschlossene Aufsatz trägt als Bekrönung eine Steinkugel; seine vier Seiten zeigen Reliefs mit Darstellungen der Krönung Mariens und der Vierzehn Nothelfer mit dem Jesuskind, eine Kreuzigungsgruppe und ein Vesperbild.:43–44 | D-4-76-175-10 Wikidata          | Bildstock      |
| Hinter Marienstraße 3 (Standort) | Bildstock                                  | Sandstein, gewundene Säule und vierseitiger Aufsatz mit Bildnischen, Kielbogengiebeln, bekrönendem Steinkreuz und Eisenkreuz, 19. Jahrhundert Dieser um das Jahr 1880 entstandene Bildstock im Stil der Neugotik stammt aus der Werkstatt des Kronacher Bildhauers Karl Dietrich. Er ruht auf einem quadratischen Sockel, dessen Ostseite die Inschrift „Errichtet von Oekonom Joh. Neubauer Hirschfeld 18 .“ trägt; am Sockelfuß befindet sich eine Inschrift mit dem Namen des Bildhauers. Das Oberteil des Sockels ist achteckig ausgebildet und trägt einen gewundenen Säulenschaft, dessen Windungen nicht gewölbt, sondern gekehlt sind. Der Aufsatz des Flurdenkmals ist an seiner Basis mit einer Zierleiste geschmückt. Die von leicht geschwungenen Kielbogen überspannten Reliefs an den vier Seiten werden durch säulenförmige Eckvorlagen voneinander getrennt. Sie zeigen die Trinität, Johannes den Täufer, eine stehende Muttergottes und den heiligen Georg. Als Bekrönung trägt der Aufsatz eine Kreuzblume.:45–46 | D-4-76-175-8 Wikidata           | Bildstock      |
| Marienstraße 10 (Standort) | Katholische Filialkirche Mariä Heimsuchung | Eingezogener Chor und Kern des Langhauses 14. Jahrhundert, Umbauten 18./19. Jahrhundert, Chorturm mit gestufter Zwiebelhaube 1767; mit Ausstattung | D-4-76-175-9 Wikidata           | weitere Bilder |
| Vor Marienstraße 10 (Standort) | Bildstock                                  | Sockel und Aufsatz, 17./18. Jahrhundert An der Vorderseite des reliefierten Sockels dieses Bildstocks ist ein Fruchtgehänge dargestellt, die beiden Seiten zeigen je einen Kranz und die Rückseite trägt einen Diamanten. An der Stirnseite des Aufsatzes, der von einem eingezogenen Rundbogen geschlossen wird, ist als Relief die Krönung Mariens dargestellt, die beiden Schmalseiten tragen je ein reliefiertes Kleeblattkreuz. Die Rückseite des Aufsatzes zeigt ein Steinmetzzeichen.:45 Nach 1974 wurden Sockel und Aufsatz mit einem neuen Säulenschaft mit ionischem Kapitell wieder vervollständigt und neu aufgestellt. Der Schaft wird von Ringwulsten unterteilt und ist im unteren Drittel kanneliert. | D-4-76-175-9 zugehörig Wikidata | Bildstock      |
| Vor Marienstraße 21 (Standort) | Bildstock                                  | Sandstein, verjüngter Pfeiler und geschweifter Aufsatz mit Bogenabschluss, Kugel und Metallkreuz, 1774 Dieser Bildstock ruht auf einem schlichten Sockel, der an drei Seiten gefeldert ist. Auf dem Sockel erhebt sich der ebenfalls an drei Seiten gefelderte Pfeilerschaft, dessen in Richtung Westen weisende Stirnseite die Inschrift „Zur Ehr Gottes und Maria Hülf und der Hl. Ottilia hat hans geörg (Elm) er dies bild setzen lassen … 1774“ trägt. Der Aufsatz ist zweigeteilt; die untere Hälfte erweckt den Eindruck eines trapezförmigen Kapitells und zeigt ein Relief der heiligen Odilia mit dem Äbtissinnenstab als Heiligenattribut. Am Oberteil ist an der Stirnseite eine von Voluten flankierte Maria-Hilf-Darstellung zu sehen, die Rückseite zeigt ein halb zerstörtes Relief der Krönung Mariens. Auf dem leicht geschwungenen Abschlussgesims des Aufsatzes befindet sich als Bekrönung eine Steinkugel mit Kreuz.:44–45                                                                                     | D-4-76-175-11 Wikidata          | Bildstock      |
| Weihersbach, 500 m südlich des Ortes an der alten Straße nach Rothenkirchen (Standort) | Bildstock                                  | Sandstein, Pfeiler und Aufsatz, 1714 Der giebelförmig geschlossene Aufsatz dieses Bildstocks zeigt ein bereits stark beschädigtes Relief der Heiligen Familie. Der gleichfalls stark verwitterte Pfeiler ist gefeldert und am Oberteil mit der Jahreszahl „1714“ bezeichnet. Das Flurdenkmal erinnert an ein Unglück, bei dem die Magd eines Hirschfelder Bauern bei der Feldarbeit von einem durchgehenden Pferdegespann niedergerannt und zu Tode geschleift wurde.:42 | D-4-76-175-12 Wikidata          | weitere Bilder |
| 100 m südlich des Ortes an der alten Straße nach Rothenkirchen (Standort) | Bildstock                                  | Sandstein, verjüngter Pfeiler und vierseitiger Aufsatz mit Bildnischen, Bogengiebeln und bekrönender Kugel mit Eisenkreuz, 1746 Der konkav-konvex profilierte Sockel dieses Bildstocks ist an der Ostseite mit der verwitterten Inschrift „Zur Ehr … 1746“ bezeichnet. Auf dem Sockel ruht der unterteilte Pfeilerschaft, dessen Felder unterhalb des ionischen Kapitells mit Blattgirlanden verziert sind. Der vierseitige Aufsatz trägt eine Steinkugel und ein Eisenkreuz als Bekrönung. Unter den eingezogenen Rundbogen sind in Reliefform die Krönung Mariens, eine Kreuzigungsgruppe, das von den Vierzehn Nothelfern umgebene Jesuskind und der heilige Antonius Eremita mit einem Schwein als Heiligenattribut dargestellt.:43 | D-4-76-175-13 Wikidata          | weitere Bilder |
| Schnippsknock; Tauschmännin; Ölschnitz (Standort) | Brücke                                     | Einbogig, Bruchstein, Mitte 19. Jahrhundert | D-4-76-175-25 Wikidata          | Brücke         |
| Ölschnitz; zwischen Kreisstraße 9 und Ölschnitz Waldabteilung Foßhügel und Hohelaß () | Grenzgraben                                | Mit vier Grenzsteinen mit Wappen, bezeichnet „1596“, und einem Feldstein | D-4-76-164-104 Wikidata         |                |
| Heinersdorfer Höhe (Standort) | Grenzstein                                 | Bezeichnet „BB“ (Bistum Bamberg), 1763 | D-4-76-164-113 Wikidata         | Grenzstein     |
| Ölschnitz; Badstraße 69; B 85; Haßlach; Schützenstraße; Der Landleitenbach; Westliches Hofmaas; Hintere Schwendleite; Landleitenbach; Stockleite; Kaiser-Karl-Straße 15; Landleitenweg; Vordere Schwendleite; Nähe Kaiser-Karl-Straße; Hohelass; Landleite; Langenbach () | Floßbach                                   | Typischer Floßbach (in Stein ausgebaute Ufer: Böschungspflasterungen, Bruchsteinmauer und seltene Steinberollung; nur wenige Querverbauungen) mit Floßteich, dem Landleitenteich, mit steinerner Schleuse von 1861 und Teichzieherhäuschen (Landleitenfloßteich), oberhalb davon am Ölschnitzbach befindlicher privater Vorgänger-Floßteich von 1818 (Hirschfelder Schutz) und gewölbte Bruchsteinbrücke | D-4-76-164-115 Wikidata         | weitere Bilder |

### Kehlbach
| Lage                          | Objekt                                                 | Beschreibung | Akten-Nr.              | Bild           |
| ----------------------------- | ------------------------------------------------------ | --- | ---------------------- | -------------- |
| Kirchbergstraße 21 (Standort) | Katholische Filialkirche Zu den Sieben Schmerzen Mariä | Eingezogener, gerade geschlossener Chor mit Dachreiter, 1914 von Andreas Fiedler, Langhaus mit Walmdach, 1953 von Franz Hofmann; mit historischer Ausstattung | D-4-76-175-14 Wikidata | weitere Bilder |

### Windheim
| Lage                                                              | Objekt                               | Beschreibung | Akten-Nr.              | Bild                 |
| ----------------------------------------------------------------- | ------------------------------------ | --- | ---------------------- | -------------------- |
| Hauptstraße 13 (Standort)                                         | Ehemaliges Pfarrhaus                 | Zweigeschossiger Walmdachbau, 1738/1739 von Johann Jakob Michael Küchel, modern verkleidet | D-4-76-175-15 Wikidata | Ehemaliges Pfarrhaus |
| Kirchgasse 6 (Standort)                                           | Katholische Pfarrkirche St. Nikolaus | Eingezogener Chor und Langhaus im Kern spätmittelalterlich, Chorgewölbe 1611–1613, Umbauten an Langhaus mit Satteldach und spitzbehelmtem Chorturm 1705–1709, Langhaus modern erweitert; mit Ausstattung | D-4-76-175-16 Wikidata | weitere Bilder       |
| Kirchgasse (Standort)                                             | Kreuzschlepper                       | Sandstein, 18. Jahrhundert | D-4-76-175-17 Wikidata | weitere Bilder       |
| An der Straße nach Steinbach am Wald, beim Umspannwerk (Standort) | Wegkapelle                           | Satteldachbau, massiv und verputzt; mit Ausstattung Die heutige Kapelle entstand in den 1950er Jahren als Ersatz für eine baufällig gewordene verschieferte Holzkapelle, die um 1860 errichtet worden war. Dieser Vorgängerbau soll von einem Mann aus Windheim gestiftet worden sein, als er von einer Knochenkrankheit geheilt worden war. Zur Ausstattung der Kapelle gehört ein im 18. Jahrhundert entstandenes Kruzifix mit lebensgroßem Korpus.:192–193 | D-4-76-175-18 Wikidata | weitere Bilder       |

## Ehemalige Baudenkmäler
In diesem Abschnitt sind Objekte aufgeführt, die früher einmal in der Denkmalliste eingetragen waren, jetzt aber nicht mehr. Objekte, die in anderem Zusammenhang also z. B. als Teil eines Baudenkmals weiter eingetragen sind, sollen hier nicht aufgeführt werden. Aktennummern in diesem Abschnitt sind ehemalige, jetzt nicht mehr gültige Aktennummern.
| Lage                                                               | Objekt    | Beschreibung | Akten-Nr.             | Bild |
| ------------------------------------------------------------------ | --------- | --- | --------------------- | ---- |
| Berghof Zur Aumühle 102 (Standort)                                 | Berghof   | Wohnstallhaus mit Kniestock, Wohnteil in Blockbau mit Verschieferung in deutscher Schablone, angebaute Brunnenstube, 18. bis 19. Jahrhundert | D-4-76-175-6 Wikidata | BW   |
| Windheim An der Straße nach Hirschfeld, 100 m südlich des Ortes () | Bildstock | Sockel und Aufsatz, 17./18. Jahrhundert Im Jahr 1974 war der Pfeilerschaft dieses Bildstocks bereits abgegangen und der seitlich ausladende schmale Aufsatz, der an seiner Stirnseite unter einem Segmentbogendach eine von Voluten flankierte Bildnische aufwies, lag am Straßenrand neben dem vierseitig diamantierten Sockel. Der Bildstock erinnerte an ein Unglück, bei dem zwei Kinder von einem umstürzenden, mit Heu beladenen Pferdefuhrwerk erdrückt wurden.:108 |                       |      |

## Abgegangene Baudenkmäler
In diesem Abschnitt sind Objekte aufgeführt, die früher einmal in der Denkmalliste eingetragen waren, jetzt aber nicht mehr existieren, z. B. weil sie abgebrochen wurden. Aktennummern in diesem Abschnitt sind ehemalige, jetzt nicht mehr gültige Aktennummern.
| Lage                              | Objekt                                   | Beschreibung | Akten-Nr. | Bild |
| --------------------------------- | ---------------------------------------- | --- | --------- | ---- |
| Buchbach Pfarrstraße 7 (Standort) | Katholische Kuratiekirche St. Laurentius | Putzbau mit Dachreiter, 1749–1753 von Johann Mutschmann und Gottfried Heumann; mit Ausstattung 1970/1971 durch Kirchenneubau ersetzt |           | BW   |